# École de l'air
La École de l'Air es una academia militar de Francia. Está ubicada en Salon-de-Provence, campus base aérienne 701. Es miembro del Partnership of a European Group of Aeronautics and Space UniversitieS y de la conferencia de grandes écoles. Principalmente forma a ingenieros militares y pilotos de combate de muy alto nivel, destinados mayormente para el empleo en la Armée de l'air. 

## Diplomado École de l'Air
En Francia, para llegar a ser ingeniero, se puede seguir la fórmula "dos más tres", que está compuesta de dos años de estudio de alto nivel científico (las clases preparatorias) y tres años científico-técnicos en una de las Grandes Ecoles de ingenieros. El acceso a éstas se realiza, al final de las clases preparatorias, a través de un concurso muy selectivo. 
- Master Ingénieur École de l'Air ;
- 2 Mastères Spécialisés (con la École nationale de l'aviation civile y el Institut Supérieur de l'Aéronautique et de l'Espace);[2]
- MOOC en defensa aérea.[3][4]

## Alumnos famosos
- Patrick Baudry, exastronauta francés[5]
- Jean-Loup Chrétien, general de brigada de la Armée de l'Air y antiguo spationaut del CNES
- Francis Pollet, General francés